# Gauführer
Gauführer var en tidig grad inom Schutzstaffel, SS. Graden Gauführer, som existerade mellan 1925 och 1929, kan översättas med "distriktsledare". Benämningen Gauführer var inspirerad av titeln Gauleiter. Heinrich Himmler var år 1926 Gauführer för Bayern.